# Martin Medek z Mohelnice
Martin Medek z Mohelnice O.Cr. (1538 – 2. února 1590) byl katolický duchovní, 24. velmistr Rytířského řádu křižovníků s červenou hvězdou (1580–1590) a 9. arcibiskup pražský (1581–1590).

## Život

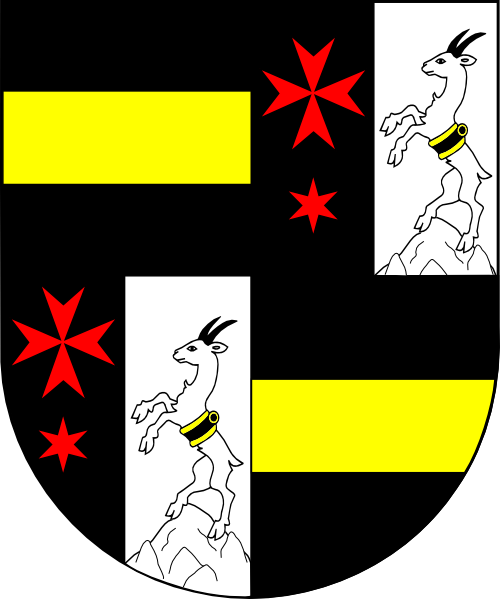
Znak Martina Medka z Mohelnice

Martin Medek, rodem z Mohelnice na Moravě, se stal krátce po svém vysvěcení kaplanem na Hradišti sv. Hypolita u Znojma, kde se vyznamenal horlivostí v duchovní správě v době sílícího luteránského učení. Potom mu byla přidělena farnost v Hodonicích, odkud byl za krátko, roku 1577 povolán svým krajanem, křižovnickým velmistrem Antonínem Brusem, na Hradiště jako probošt. 
Po smrti Antonína Bruse byl Martin Medek roku 1580 jmenován velmistrem křižovníků, a následně roku 1581 také arcibiskupem pražským. Stejně jako za jeho předchůdce byl křížovnický řád hlavním sponzorem husitskými válkami ožebračeného arcibiskupství a tento model se osvědčil natolik, že Medkovi nástupci spojili oba úřady formální personální unií, která definitivně zanikla až v roce 1694.
Martin Medek pokračoval v práci svého předchůdce Antonína Bruse. Za pomoci císaře Rudolfa II. prosadil v Čechách přijetí gregoriánského kalendáře (změna byla provedena v roce 1584). Ve svých úřadech nezapomínal na svou rodnou Mohelnici a dal v ní na vlastní náklady zbudovat špitál pro městskou chudinu.

## Hrob
Je pohřben v polygonálním závěru kaple sv. Jana Křtitele Katedrály sv. Víta, Václava a Vojtěcha v Praze. V severovýchodní stěně kaple je vsazena náhrobní deska s jeho reliéfní postavou v infuli a s křížovou berlou, tesaná z červenéhnědého sliveneckého mramoru. Má plnovous. 
Po Medkově smrti zůstalo pražské arcibiskupství tři roky neobsazeno.